# Rhynchostegiella sublaevipes
Rhynchostegiella sublaevipes là một loài rêu trong họ Brachytheciaceae. Loài này được Broth. & Bryhn mô tả khoa học đầu tiên năm 1911.